# 梅珠高速动车组列车
梅珠高速动车组列车是中国铁路运行于广东省梅州市梅州西站至广东省珠海市珠海站的高速动车组列车，自2019年10月11日起开行，客运里程643公里，全程仅途经广东省，客运乘务由广州局集团广州客运段担任。其中梅州西站至珠海站运行5小时26分，使用车次为G6339/6338次；珠海站至梅州西站运行5小时4分，使用车次为G6340/6337次。

## 历史
2017年4月14日，新增潮汕～珠海G6338/6339、G6337/6340次列車。
2019年10月11日，配合梅汕鐵路開通，本對列車延長至梅州西站始發終到。

## 使用列车
本对列车使用配属广州局集团广州南动车运用所的CR400AF-A、CR400BF或CRH380AL，三种车体轮流使用。